# Terry Dene
Terry Dene, nome d'arte di Terence Williams (Londra, 20 dicembre 1938), è un cantante britannico, noto esponente della scena rock'n'roll tra gli anni cinquanta e gli anni sessanta.

## Carriera
Venne scoperto e portato al successo da Paul Lincoln (manager di Tommy Steele, Adam Faith e Cliff Richard). Ottenne dal produttore televisivo Jack Good (autore di Six-Five Special e Dick Rowe) un contratto discografico per la Decca con la quale realizzò numerosi singoli di successo.
Affermatosi in Inghilterra come una delle voci significative dell'era del rock'n'roll pre-Beatles, ottenne importanti risultati di vendita: A White Sport Coat, il suo primo singolo vendette nelle prime 7 settimane oltre 300 000 copie. Il singolo Stairway Of Love restò 8 settimane in top ten e la sua versione di Start Movin si stabilì al numero 14. I successivi piazzamenti nella Official Singles Chart gli valsero un posto nel Guinness World Records.
Numerose le apparizioni televisive, fra le quali lo show televisivo della BBC Six Five Special. Nel 1958 sposò la cantante pop Edna Savage, nota per aver raggiunto il primo posto nelle UK charts con una versione in lingua inglese di Arrivederci Roma. Tuttavia il matrimonio con Edna non ebbe lunga durata. Successivamente fu protagonista nel film The Golden Disc di Don Sharp, dove interpreta se stesso.
Noto alla stampa dell'epoca è il suo carattere esuberante e ribelle che gli valse anche qualche problema con la giustizia inglese. Nel 1964 Dene interruppe la propria carriera di musicista pop e divenneun Evangelista. Dene suonò e realizzò musica spiritual e gospel, pubblicò tre album e intraprese numerosi viaggi come predicatore suonando in prigioni, chiese e congregazioni. Si stabilì per cinque anni presso la Chiesa Luterana Scandinava in Svezia dove si sposò per la seconda volta, avenedo anche una figlia. Successivamente ritornò a Londra, divorziò per la seconda volta e si risposò. Anche quest'ultimo matrimonio ebbe tuttavia breve durata.
Nel 1973, il giornalista Dan Wooding gli dedicò una biografia intitolata I thought Terry Dene was dead. Nel 1984 Dene formò il gruppo gruppo The Dene Aces, con Brian Gregg, bassista e manager di Johnny Kidd & The Pirates. Insieme produssero un album dal titolo The Real Terry Dene. Nel frattempo affrontò un nuovo matrimonio e dopo soli quattro anni un nuovo divorzio.
Nel 2000 si è accasato con la Contessa Lucia Liberati, con la quale ha creato nel 2007 l'etichetta discografica LLTD.COM. Nel 2004 la Vocalion Records ha realizzato una compilation dei successi Decca dei suoi esordi e nel 2007 ha pubblicato per la LLTD.COM l'album Mystery Train. Alla fine del 2011 uscira' 'The Best Of Terry Dene', pubblicato dalla LLTD.COM.

## Discografia
| Anno | Titolo                                               | Official Singles Chart | Etichetta        |
| ---- | ---------------------------------------------------- | ---------------------- | ---------------- |
| 1957 | A White Sport Coat / The Man in The Phone Booth      | 18                     | Decca            |
| 1957 | Start Movin' / Green Corn                            | 15                     | Decca            |
| 1957 | Come and Get It / Teenage Dream                      | -                      | Decca            |
| 1957 | Lucky Lucky Bobby / Baby She's Gone                  | -                      | Decca            |
| 1958 | The Golden Age / C'min and Be Loved                  | -                      | Decca            |
| 1958 | Stairway of Love / Lover Lover!                      | 16                     | Decca            |
| 1958 | Seven Steps To Love / Can I Walk You Home            | -                      | Decca            |
| 1958 | Who Baby Who / Pretty Little Pearly                  | -                      | Decca            |
| 1959 | I've Got a Good Thing Going / Bimbombey              | -                      | Decca            |
| 1959 | There's No Fool Like a Young Fool / I've Come of Age | -                      | Decca            |
| 1959 | Thank You Pretty Baby / A Boy Without a Girl         | -                      | Decca            |
| 1960 | Geraldine / Love Me or Leave Me                      | -                      | Decca            |
| 1961 | Like a Baby / Next Stop Paradise                     | -                      | Oriole           |
| 1963 | The Feminine Look / Fever                            | -                      | Aral             |
| 1984 | The Real Terry Dene                                  | -                      | Lltd             |
| 2004 | Terry Dene                                           | -                      | Vocalion Records |
| 2007 | Mistery Train                                        | -                      | Lltd             |

## Filmografia
- The Golden Disk (1957)